# Franz Kuhn von Kuhnenfeld
Franz Kuhn Freiherr von Kuhnenfeld (ur. 25 czerwca 1817 w Proßnitz, zm. 25 maja 1896 w Strassoldo) – oficer Armii Cesarstwa Austriackiego i Armii Austro-Węgier w stopniu feldzeugmeistra, minister wojny Austro-Węgier w latach 1868-1874.

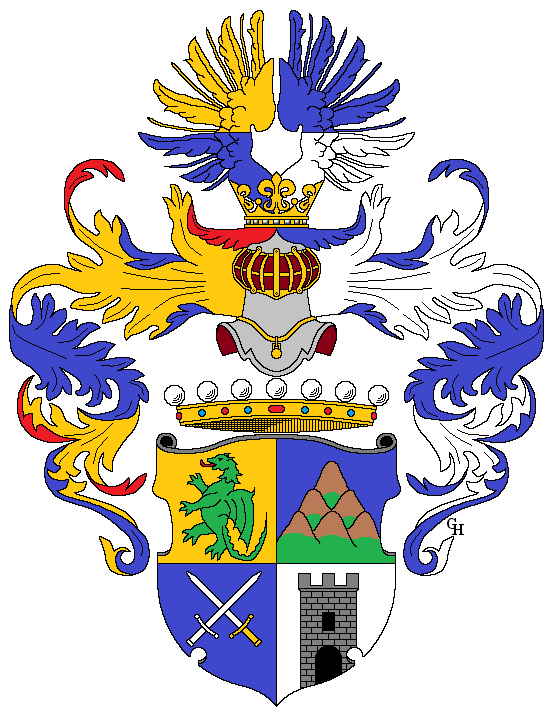
Herb Kuhna von Kuhnfelda nadany mu w 1852 roku.

## Życiorys
W 1837 roku rozpoczął służbę w Armii Cesarstwa Austraickiego w stopniu podporucznika (niem. Lieutnant). W 1843 roku został przydzielony do Sztabu generalnego i awansował na porucznika (niem. Oberleutnant). Jako kapitan (niem. Hauptmann) brał udział w wojnie piemoncko-austriackiej. Za wykazaną inicjatywę podczas bitwy pod Custozą został odznaoczony krzyżem kawalerskim Orderu Marii Teresy i awansowany na stopień majora. Od 1857 roku równocześnie ze służbą w Sztabie Generalnym wykładał taktykę w Szkole Wojennej w Wiedniu. Odpowiadał również za przygotowanie planu operacyjnego w razie ewentualnego konfliktu z Francją i Sardynią, który wybuchł w 1859 roku. Podczas bitwy pod Magentą był adiutantem FZM Ferenca Gyulaiego, któremu sugerował kontynuowanie starcia mimo sporych strat austriackich. Gyulai nie skorzystał z jego rady i wycofał siły spod Magenty oraz odmówił wykonania proponowanego przez Kuhna kontruderzenia od strony Mediolanu. Po utracie przez Cesarstwo Austriackie Lombardii został dowódcą brygady stacjonującej w Tyrolu Południowym, na której czele walczył w regionie Rocca d'Anfo. W 1860 roku objął dowództwo nad 17. Pułkiem Piechoty, a dwa lata później, po awansie na generała majora (niem. Generalmajor) powierzono mu obronę Tyrolu Południowego. Na tym stanowisku uczestniczył w walkach podczas wojny prusko-austriackiej. Dzięki skutecznemu ufortyfikowaniu regionu udało mu się odeprzeć włoskie dysponując jedynie oddziałami liczącymi 10 tys. żołnierzy, za co został odznaczony Krzyżem Komandorskim Orderu Marii Teresy i awansowany na stopień marszałka polnego porucznika (niem. Feldmarschalleutnant). 18 stycznia 1868 roku został mianowany ministrem wojny Austro-Węgier w stopniu. Za jego kadencji wprowadzono powszechny pobór, utworzono Landwehrę i Honvédy oraz rozwiązano Pogranicze Wojskowe. W 1871 roku podjął kontrowersyjną decyzję o tymczasowym rozwiązaniu Sztabu Generalnego. Ze stanowiska odszedł w 1874 roku, w stopniu generała artylerii i został zastąpiony przez GdC Aleksandra von Kollera. Następnie objął dowództwo nad 3. Korpusem w Grazu. W stan spoczynku przeszedł w 1888 roku. Od 1866 roku był szefem 17. Pułku Piechoty.

## Odznaczenia
Odznaczenia von Kuhnenfelda to między innymi:
- Krzyż Wielki Orderu Świętego Stefena
- Krzyż Wielki Orderu Leopolda
- Komandor Orderu Marii Teresy
- Kawaler Orderu Marii Teresy
- Kawaler Orderu Korony Żelaznej III klasy z dekoracją wojenną
- Krzyż Zasługi Wojskowej z dekoracją wojenną
- Kawaler Krzyża Wielkiego Orderu Świętych Maurycego i Łazarza (Włochy)
- Komandor Krzyża Wielkiego Orderu Miecza (Szwecja)
- Order Świętego Aleksandra Newskiego (Imperium Rosyjskie)
- Komandor Orderu Świętego Grzegorza Wielkiego (Państwo Kościelne)
- Order Lwa i Słońca I klasy (Persja)